# Filandia
Filandia a kolumbiai Quindío megye északi részén fekvő város. Kedvelt turisztikai célpont, régi, gyarmati stílusú épületei különleges hangulatot árasztanak. A környék fő terméke a kávé.

## Nevezetességek
- A Quimbaya felé vezető út mellett áll egy 27 méter magas kilátó, amelyet karibi mangrovéből és a környéken növő más fafajok anyagából építettek.
- Központi park
- Szeplőtelen Mária-templom
- A San José városrész kézművesei, akik kosarakat, táskákat és más hasonló tárgyakat fonnak.